# Japanischer Fußball-Supercup 1994
Der japanische Fußball-Supercup 1994 wurde am 5. März 1994 zwischen dem japanischen Meister 1993 Verdy Kawasaki und dem Kaiserpokal-Sieger 1993 Yokohama Flügels ausgetragen. Das Spiel fand im Nationalstadion in Tokio statt.
| Paarung          | Yokohama Flügels – Verdy Kawasaki |
| Ergebnis         | 1:2 (0:1) |
| Datum            | 5. März 1994 um 14:06 Uhr |
| Stadion          | Nationalstadion, Tokio |
| Zuschauer        | 51.154 |
| Schiedsrichter   | Shinichiro Obata |
| Tore             | 0:1 Nobuhiro Takeda (44.) 1:1 Valber (63.) 1:2 Bismarck (77.) |
| Yokohama Flügels | Atsuhiko Mori – Atsuhiro Iwai, Naoto Ōtake, Masaaki Takada, Ippei Watanabe – Hideki Katsura (68. Hiroki Hattori), Motohiro Yamaguchi, Masakiyo Maezono, Edu, Valber – Amarilla Cheftrainer: Shū Kamo                                     |
| Verdy Kawasaki   | Takayuki Fujikawa – Tetsuji Hashiratani, Kō Ishikawa, Pereira, Paulo (62. Hideki Nagai) – Yoshiyuki Katō, Ruy Ramos, Tsuyoshi Kitazawa, Bismarck – Nobuhiro Takeda (77. Shinji Fujiyoshi), Kazuyoshi Miura Cheftrainer: Yasutarō Matsuki |
| Gelbe Karten     | Masaaki Takada (38.) – Pereira (24.), Nobuhiro Takeda (25.) |

## Supercup-Sieger Verdy Kawasaki
|  | Verdy Kawasaki |
|  | - Tor: Takayuki Fujikawa - Abwehr: Tetsuji Hashiratani; Kō Ishikawa; Pereira; Paulo - Mittelfeld: Yoshiyuki Katō; Ruy Ramos; Tsuyoshi Kitazawa; Bismarck; Hideki Nagai - Angriff: Nobuhiro Takeda; Kazuyoshi Miura; Shinji Fujiyoshi |
|  | Trainer: Yasutarō Matsuki |